# Abdelaziz al-Hilu
Abdelaziz Adam Al-Hilu (arabisch عبد العزيز آدم الحلو; * 7. Juli 1954 in Al-Faydh Umm Abdullah, Sudan) ist ein sudanesischer Politiker und derzeitiger Vorsitzender der Sudanesischen Volksbefreiungsarmee SPLA-Nord. Ursprünglich begann er sein Arbeitsleben als Administrator bei der Nationalen Elektrizitätsbehörde in Khartum, bevor er sich der Sudanesischen Volksbefreiungsbewegung anschloss. Innerhalb der Bewegung stieg er in militärischen Führungspositionen bis zum Rang eines Generalleutnants und Politikers auf. Nach der Abspaltung des Südsudan im Rahmen des Umfassenden Friedensabkommens im Jahr 2011 wurde er zum Leiter des Nordsektors der Sudanesischen Volksbefreiungsbewegung ernannt. Später spaltete sich die Bewegung in zwei Flügel auf, von denen einer von ihm geleitet wurde.

## Biografie
Al-Hilu wurde in Al-Faydh Umm Abdullah, Süd-Kordofan, geboren. Er gilt als einer der erfolgreichsten SPLA/M-Befehlshaber in der Geschichte der SPLA und arbeitete mit dem südsudanesischen Führer John Garang zusammen, um einen Sudan zu schaffen, der für die gesamte sudanesische Bevölkerung demokratisch, gerecht und frei ist.
Er ist in den Nuba-Bergen geboren, aufgewachsen und ausgebildet worden. Er studierte Wirtschaftswissenschaften an der Universität von Khartum und schloss sein Studium 1979 ab. Er verlor die Wahl zum Gouverneur von Süd-Kordofan gegen Ahmed Haroun in einer von der SPLA als manipuliert abgelehnten Wahl. Er hatte im Südkordofan-Konflikt gegen die Sudan People's Armed Forces gekämpft.
Nach der sudanesischen Revolution erklärte er einen vorübergehenden einseitigen Waffenstillstand, „um den laufenden Friedensgesprächen eine Chance auf Erfolg zu geben“, der später noch erweitert wurde, in dem er sich mit der Übergangsregierung darauf einigte, Religion und Staat zu trennen und am 3. September 2020 niemanden aufgrund seiner ethnischen Herkunft zu diskriminieren. Er hat außerdem gefordert, die Milizen des ehemaligen Präsidenten Omar al-Bashir abzusetzen und das sudanesische Militär zu reorganisieren sowie die Selbstbestimmung in den von seiner Fraktion kontrollierten Gebieten zu gewährleisten.
Am 28. März 2021 unterzeichnete Al-Hilu in Juba, Südsudan, ein Friedensabkommen mit der sudanesischen Regierung, das den Weg für die Errichtung eines zivilen, demokratischen Bundesstaates im Sudan ebnete, Religionsfreiheit garantierte und eine einzige Armee zum Schutz der nationalen Sicherheit vorsah.